# 臧愛親
臧 愛親（ぞう あいしん、升平5年（361年）- 義熙4年1月29日（408年3月12日））は、南朝宋の武帝劉裕の本妻。武敬皇后と追尊された。本貫は東莞郡莒県。

## 経歴
東晋の郡功曹の臧俊と叔孫氏（遷陵永平郷君）の間の娘として生まれた。兄弟に臧燾・臧熹がいる。劉裕に嫁ぎ、会稽宣長公主劉興弟を産んだ。暮らしは質素でつつましく、親族を推挙することもなかった。
義熙4年正月甲午（408年3月12日）、東城で死去した。享年は48。豫章公夫人に追封され、丹徒に葬られた。永初元年（420年）8月、敬皇后と追諡された。永初3年（422年）、劉裕の遺詔により初寧陵に陪葬された。

## 伝記資料
- 『宋書』巻41 列伝第1
- 『南史』巻11 列伝第1